# Ambulyx macromaculata
Ambulyx macromaculata är en fjärilsart som beskrevs av Gehlen. 1940. Ambulyx macromaculata ingår i släktet Ambulyx och familjen svärmare. Inga underarter finns listade i Catalogue of Life.